# Budde (rügisches Adelsgeschlecht)

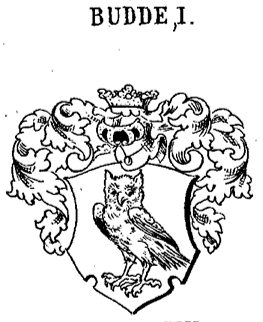
Wappen der Budde (Rügen)

Budde ist der Name eines rügischen Adelsgeschlechts.
Das Geschlecht ist zu unterscheiden von den pommersch-dänisch-oeselschen Budde, den westfälischen Budde und den preußischen Budde.

## Geschichte
Die rügischen Budde erscheinen im Umfeld der rügischen Fürsten. In der Gründungsurkunde der Stadt Damgur vom Jahr 1258 erscheint Johannes Budde. In den Jahren 1295 bis 1302 wurde Domini Ernesti Budde mehrfach urkundlich erwähnt. Bereits 1295 erschien er auch unter der werlischen Ritterschaft. 1349 verkauft ein Johannes Budde deinen Hof Glevitz der Stadt Greifswald. 1449 cediert Henning Sleffe dem Stralsunder Bürger Henning Budde einige Hufen an Papenhagen und Müggenwalde.
Weiterhin hatten die rügischen Budde die Güter Buddenhagen, Gnemersdorp, Hoykenhagen und Splietsdorf in ihrem Besitz.
Die Familie soll im 15. Jahrhundert ausgestorben sein.

## Wappen
Blasonierung: Im Schild eine Eule.
Weitere Wappenabbildung:

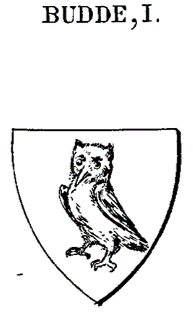
Wappen der Budde

1316 siegelt Eckard Budde mit einem Fuß eines Raubvogels im Schild. Henning Budde auf Lexow wurde 1342, Dietrich von Budde auf Walow 1357 urkundlich. Beide siegeln wohl mit einer Wolfsangel im Schild und werden einem früh abgegangenen mecklenburgischen Geschlecht Budde zugerechnet, jedoch nicht ohne einen familiären Zusammenhang mit den rügischen Budde auszuschließen.

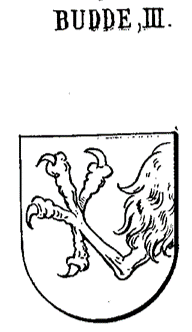
Wappen der Budde (1316)
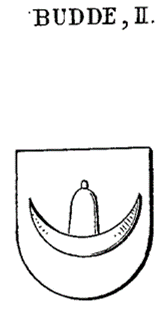
Wappen der Budde (1342, 1357)